# 庇护二世广场

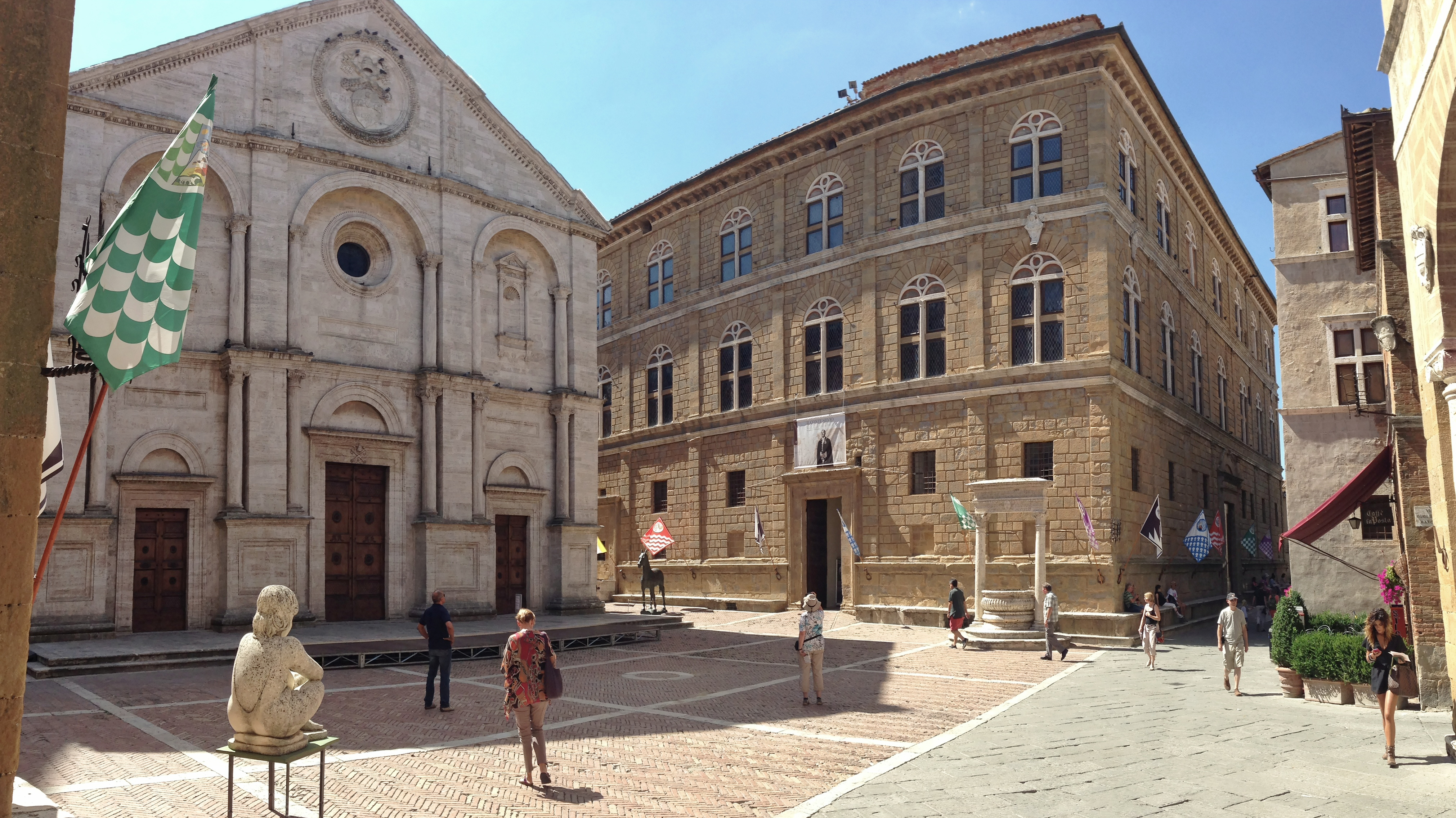
庇护二世广场上的主教座堂和皮克罗米尼宫

庇护二世广场（Piazza Pio II）是意大利锡耶纳省皮恩扎的中心广场，由教宗庇护二世开辟。广场上集中了该市的主要建筑物，包括皮克罗米尼宫、圣母升天主教座堂、主教宫（Palazzo Vescovile o diocesano），均由罗塞利诺建于15世纪。罗塞利诺尽可能将主教座堂向南延伸，以取得所需要的空间。该广场为梯形平面，皮克罗米尼宫设于75度的拐角处。 